# Bloemhof (Zuid-Afrika)
Bloemhof is een plaats in de Zuid-Afrikaanse provincie Noordwest.
Bloemhof telt ongeveer 2500 inwoners.

## Subplaatsen
Het nationaal instituut voor de statistiek, Stats SA, deelt sinds de census 2011 deze hoofdplaats in twee zogenaamde subplaatsen (sub place):
Bloemhof SP • Salamat.